# James P. Johnson
James P. Johnson (New Brunswick, 1894. február 1. – New York, 1955. november 17.) amerikai dzsesszzongorista. James P. Johnson a stride piano úttörője. A korai hangfelvételek egyik legjelentősebb zongoristája volt. Jelly Roll Mortonhoz hasonlóan az egyik kulcsfigurája a ragtimenak. Johnson nagy hatással volt Count Basie-re, Duke Ellingtonra, Art Tatumra és Fats Wallerre − aki a tanítványa volt. Olyan jelentős zongoristák közé tartozik, mint például Willie „The Lion” Smith, Fats Waller, Luckey Roberts, Mary Lou Williams.

## Pályakép
James P. Johnson Brunswickban született. Eubie Blake tanítványa volt. Már nagyon korán fellépett klubokban, és gyorsan a harlemi éjszaka kedvelt figurájává vált, zongoristaként és zeneszerzőként egyaránt hírnevet szerzett. Piano Rolls felvételei is készültek.
Felvételeit az 1920-as években kezdte több bluesénekes, például Bessie Smith és Ethel Waters is előadni. Az 1921-ben felvette a Carolina Shout című számát,  ami hamarosan referenciadarab lett az akkori fiatal zongoristák számára.
A dzsesszzongorázás úttörője volt (miképp Jelly Roll Morton is), meghatározó szerepet játszott a ragtime-tól a dzsessz felé mutató átmenetben. Technikája és találékonysága szülte a stride stílust, amely mély hatással volt a zongoristák egész generációjára, Fats Wallerre, Duke Ellingtonra és Thelonious Monkra is.
1923-ban komponálta a Charlestont, amely az 1920-as évek egyik legnépszerűbb dzsesszdarabja lett, a címéből származik a charleston elnevezése is. Más kompozíciói is a dzsessz-sztenderddé váltak: Carolina Shout (1918), Snowy Morning Blues (1927), Old Fashioned Love (1924), Porter's Love Song to a Chambermaid, If I Could Be With You (One Hour Tonight).
James P. Johnson részt vett a híres From Spirituals to Swing koncerteken, amelyeket 1938-ban és 1939-ben John Hammond szervezett − Count Basie, Benny Goodman és Big Joe Turner mellett − a Carnegie Hallban.

## Lemezválogatás
- Harlem Strut (1921)
- Keep Off the Grass/Carolina Shout (1921)
- Worried and Lonesome Blues (1923)
- Scouting Around (1923)
- Snowy Morning Blues (1927)
- You’ve Got to Be Modernistic (1930)
- Mule Walk (1939)
- Blueberry Rhyme (1939)
- Caprice Rag (1943)
- Liza (1945)
- Daintiness Rag/Ain’tcha Got Music (1947)

### Zenekarral
- Chicago Blues/Mournful Tho’ts (1928)
- You Don’t Understand/You’ve Got to Be Modernistic (1929)
- Go Harlem/Just a Crazy Song (1931)
- Old Fashioned Love (1939)
- Harlem Woogie/After Tonight (1939)
- After You’ve Gone (1944)

### Másokkal
- Lucy Long/I Ain’t Gonna Play No Second Fiddle (Perry Bradford, 1925)
- Preachin’ the Blues/Backwater Blues (Bessie Smith, 1927)
- ’Sippi/Thou Swell (Louisiana Sugar Babes, 1928)
- Guess Who’s in Town (Ethel Waters, 1928)
- Blue Spirit Blues (Bessie Smith, 1929)
- Coming On with the Come On (Mezz Mezzrow, 1938)
- Night Shift Blues/Royal Garden Blues (Edmond Hall, 1943)
- Ballin’ the Jack/Who’s Sorry Now (Sidney De Paris, 1944)
- September Song/Who? (Sidney Bechet, 1949)

## Filmek
- James P. Johnson az IMDb-n